# Saison 2023 des Giants de New York
Chronologie
Précédent Suivant
La saison 2023 des Giants de New York est la 99e saison de la franchise au sein de la National Football League.
Il s'agit de la 48e saison jouée au MetLife Stadium à East Rutherford dans le New Jersey et la 2e sous la direction de l'entraîneur principal Brian Daboll et du manager général Joe Schoen (en).
La saison 2023 est également la 5e comme titulaire au poste de quarterback de Daniel Jones, celui-ci ayant été acquis au premier tour de la draft 2019.
Terminant avec un bilan de 6-11, les Giants n'améliorent pas celui obtenu en 2022 (9-7-1) qui leur avait permis de participer pour la première fois depuis 2016, à une phase finale (victoire en tour de Wild Card contre les Vikings et défaite en tour de division contre les Eagles).

## Free agency

### Giants de 2022
|  | Giants resigné par les Giants     |
|  | Joueur non resigné par les Giants |

| Poste | Joueur              | Statut | Équipe en 2023           | Date       | Contrats               |
| ----- | ------------------- | ------ | ------------------------ | ---------- | ---------------------- |
| TE    | Lawrence Cager (en) | ERFA   |                          | 13 février |                        |
| OL    | Jack Anderson (en)  | ERFA   |                          | 14 février |                        |
| WR    | Isaiah Hodgins (en) | ERFA   |                          | 16 février | 1 an, 870 000 $        |
| LB    | Jarrad Davis (en)   | UFA    |                          | 07 mars    | 1 an                   |
| QB    | Daniel Jones        | UFA    |                          | 07 mars    | 4 ans , 160 millions $ |
| OL    | Wyatt Davis (en)    | ERFA   |                          | 13 mars    |                        |
| P     | Jamie Gillan (en)   | UFA    |                          | 13 mars    | 2 ans, 4 millions $    |
| LS    | Casey Kreiter (en)  | UFA    |                          | 13 mars    |                        |
| RB    | Matt Breida         | UFA    |                          | 14 mars    | 1 an, 2,3 millions $   |
| WR    | Sterling Shepard    | UFA    |                          | 15 mars    | 1 an, 1,3 million $    |
| G     | Nick Gates (en)     | UFA    | Commanders de Washington | 16 mars    | [ 2 ]                  |
| S     | Julian Love         | UFA    | Seahawks de Seattle      | 17 mars    | [ 3 ]                  |
| WR    | Darius Slayton      | UFA    |                          | 20 mars    | 2 ans, 12 millions $   |
| C     | Jon Feliciano (en)  | UFA    | 49ers de San Francisco   | 21 mars    | 1 an                   |
| LB    | Jihad Ward (en)     | UFA    |                          | 29 mars    | [ 5 ]                  |
| WR    | Richie James (en)   | UFA    | Chiefs de Kansas City    | 11 avril   | [ 6 ]                  |
| LB    | Oshane Ximines (en) | UFA    |                          | 5 mai      | [ 7 ]                  |
| RB    | Saquon Barkley      | UFA    |                          |            | Franchise tag          |
| DL    | Henry Mondeaux (en) | RFA    |                          |            |                        |
| LB/S  | Landon Collins      | UFA    |                          |            |                        |
| DT    | Justin Ellis (en)   | UFA    |                          |            |                        |
| LB/S  | Tony Jefferson (en) | UFA    |                          |            |                        |
| WR    | Marcus Johnson      | UFA    |                          |            |                        |
| CB    | Fabian Moreau (en)  | UFA    |                          |            |                        |
| LB    | Jaylon Smith        | UFA    |                          |            |                        |
| DT    | Nick Williams (en)  | UFA    |                          |            |                        |

### Transferts entrants en 2023
| Poste | Joueur                   | Statut | Date     | Équipe en 2022          | Contrat                 |
| ----- | ------------------------ | ------ | -------- | ----------------------- | ----------------------- |
| TE    | Darren Waller            | FA     | 15 mars  | Raiders de Las Vegas    | Acquis par un échange   |
| LB    | Bobby Okereke (en)       | UFA    | 16 mars  | Colts d'Indianapolis    | 4 ans, 40 millions de $ |
| DT    | Rakeem Nuñez-Roches (en) | UFA    | 17 mars  | Buccaneers de Tampa Bay | [ 10 ]                  |
| WR    | Parris Campbell (en)     | UFA    | 17 mars  | Colts d'Indianapolis    | 1 an, 4,7 millions de $ |
| WR    | Jeff Smith (en)          | RFA    | 17 mars  | Jets de New York        | [ 10 ]                  |
| CB    | Leonard Johnson          | FA     | 20 mars  |                         | [ 11 ]                  |
| CB    | Amani Oruwariye (en)     | UFA    | 23 mars  | Lions de Détroit        | [ 12 ]                  |
| FS    | Bobby McCain (en)        | FA     | 23 mars  |                         | [ 13 ]                  |
| TE    | Tommy Sweeney (en)       | UFA    | 23 mars  | Bills de Buffalo        | [ 14 ]                  |
| WR    | Jamison Crowder          | UFA    | 23 mars  | Bills de Buffalo        | [ 15 ]                  |
| C     | J. C. Hassenauer (en)    | UFA    | 7 avril  | Steelers de Pittsburgh  | [ 16 ]                  |
| DE    | A'Shawn Robinson (en)    | UFA    | 24 avril | Rams de Los Angeles     | un an, 8 millions de $  |

### Mouvements internes
| Poste | Joueur         | Date    | Note   |
| ----- | -------------- | ------- | ------ |
| WR    | Kenny Golladay | 15 mars | Libéré |

## Draft 2023
| Tour | Sélection | Joueur                    | Postes              | Universités                 | Remarque            |
| ---- | --------- | ------------------------- | ------------------- | --------------------------- | ------------------- |
| 1    | 24        | Deonte Banks (en)         | Cornerback          | Terrapins du Maryland       | Reçus des Jaguars   |
| 1    | 25        | Échangé aux Jaguars       | Échangé aux Jaguars | Échangé aux Jaguars         | Échangé aux Jaguars |
| 2    | 57        | John Michael Schmitz (en) | Center              | Golden Gophers du Minnesota |                     |
| 3    | 73        | Jalin Hyatt (en)          | Wide receiver       | Volunteers du Tennessee     | Reçu des Browns     |
| 3    | 89        | Échangé aux Rams          | Échangé aux Rams    | Échangé aux Rams            | Échangé aux Rams    |
| 4    | 128       | Échangé aux Rams          | Échangé aux Rams    | Échangé aux Rams            | Échangé aux Rams    |
| 5    | 160       | Échangé aux Jaguars       | Échangé aux Jaguars | Échangé aux Jaguars         | Échangé aux Jaguars |
| 5    | 172       | Eric Gray (en)            | Running back        | Sooners de l'Oklahoma       | Choix compensatoire |
| 6    | 209       | Tre Hawkins III (en)      | Cornerback          | Monarchs d'Old Dominion     | Reçu des Chiefs     |
| 7    | 240       | Échangé aux Jaguars       | Échangé aux Jaguars | Échangé aux Jaguars         | Reçu des Ravens     |
| 7    | 243       | Jordon Riley (en)         | Nose tackle         | Ducks de l'Oregon           |                     |
| 7    | 254       | Gervarrius Owens (en)     | Safety              | Cougars de Houston          | Choix compensatoire |

Notes :
- Les Giants ont changé le WR Kadarius Toney à Kansas City contre un choix compensatoire de 3e tour et un choix de 6e tour de la draft 2023.
- Les Giants ont changé leur choix de 6e tour 2023 (no 204) à Houston contre le cornerback Keion Crossen ;
- Baltimore avait échangé leur choix de 7e tour 2023 + un choix de 5e tour 2022 et le guard Ben Bredeson à New York contre un choix de 4e tour 2022 (utilisé pour sélectionner Daniel Faalele) ;
- Les Giants ont changé leur choix de 3e tour 2023 (no 100) reçu de Kansas City lors de l'échange de Toney, aux Raiders de Las Vegas Raiders contre le tight end Darren Waller ;
- Les Giants ont changé leur choix de 1er tour 2023 (no 25) + le choix de 6e tour 2023 (no 160)et le choix de 7e tour 2023 reçu de Baltimore (no 240), aux Jaguars de Jacksonville contre leur choix de 1er tour 2023 (no 24) ;
- Les Giants ont changé leur choix de 3e tour 2023 (no 89) et leur choix de 4e tour 2023 (no 128) aux Rams de Los Angeles Rams contre leur choix de 3e tour 2023 (no 73) (obtenu de Houston et initialement décerné à Cleveland).

### Agents libres non sélectionnés
| Joueur                  | Postes | Universités   |
| ----------------------- | ------ | ------------- |
| Habakkuk Baldonado (en) | DE     | Pittsburgh    |
| Troy Brown              | LB     | Ole Miss      |
| Alex Cook               | S      | Washington    |
| Tommy DeVito (en)       | QB     | Illinois      |
| Bryce Ford-Wheaton (en) | WR     | West Virginia |
| Gemon Green             | DB     | Michigan      |
| Dyontae Johnson         | LB     | Toledo        |
| Ryan Jones              | TE     | East Carolina |
| Cameron Lyons           | LS     | Charlotte     |

## Les matchs

### L'avant saison
Les dates et matchs de présaison ont été annoncés le 11 mai 2023 soit déplacement chez les Lions de Détroit et réception au MetLife Stadium des Panthers de la Caroline et des Jets de New York.

### La saison régulière
La liste suivante indique les adverses des Giants pour la saison 2023. Les dates et horaires ont été annoncés le 11 mai 2023.
| Catégories                                                               | À domicile                                                        | En déplacement                                                    |
| Adversaires de Division (NFC East)                                       | Cowboys de Dallas Eagles de Philadelphie Commanders de Washington | Cowboys de Dallas Eagles de Philadelphie Commanders de Washington |
| Adversaires de Conférence NFC (NFC West)                                 | Rams de Los Angeles Seahawks de Seattle                           | Cardinals de l'Arizona 49ers de San Francisco                     |
| Adversaires de Conférence (basé sur le placement des divisions en 2022)  | Packers de Green Bay                                              | Saints de La Nouvelle-Orléans                                     |
| Adversaire Interconférence (AFC East)                                    | Patriots de la Nouvelle-Angleterre Jets de New York               | Bills de Buffalo Dolphins de Miami                                |
| Adversaire Interconférence (basé sur le placement des divisions en 2022) | -                                                                 | Raiders de Las Vegas                                              |

## Résultats
| Semaines                                         | Dates          | Heures locales | Adversaires             | Résultats  | Résultats | Lieux           | Statistiques |
| ------------------------------------------------ | -------------- | -------------- | ----------------------- | ---------- | --------- | --------------- | ------------ |
| Semaines                                         | Dates          | Heures locales | Adversaires             | Score      | Bilan     | Lieux           | Statistiques |
| 1                                                | Samedi 12 août | 19h00          | @ Lions de Détroit      | P, 16 - 21 | 0 - 1     | Ford Field      | Stats        |
| 2                                                | Samedi 19 août | 19h00          | Panthers de la Caroline | G, 21 - 19 | 1 - 1     | MetLife Stadium | Stats        |
| 3                                                | Samedi 26 août | 18h00          | Jets de New York        | P, 24 - 32 | 1 - 2     | MetLife Stadium | Stats        |
| Bilan de l'avant-saison : 1 victoire, 2 défaites |                |                |                         |            |           |                 |              |

| Dates                                         | Stades                  | Matchs                             | Résultats        | Bilan de Division | Bilan global     | Statistiques    |
| --------------------------------------------- | ----------------------- | ---------------------------------- | ---------------- | ----------------- | ---------------- | --------------- |
| 10 septembre                                  | MetLife Stadium         | Cowboys de Dallas                  | P, 0 - 40        | 0 - 1             | 0 - 1            | Résumé, Stats.  |
| 17 septembre                                  | State Farm Stadium      | @ Cardinals de l'Arizona           | G, 31 - 28       | 0 - 1             | 1 - 1            | Résumé / Stats. |
| 21 septembre                                  | Levi's Stadium          | @ 49ers de San Francisco           | P, 12 - 30       | 0 - 2             | 1 - 2            | Résumé / Stats. |
| 2 octobre                                     | MetLife Stadium         | Seahawks de Seattle                | P, 03 - 24       | 0 - 1             | 1 - 3            | Résumé / Stats. |
| 8 octobre                                     | Hard Rock Stadium       | @ Dolphins de Miami                | P, 16 - 31       | 0 - 1             | 1 - 4            | Résumé / Stats. |
| 15 octobre                                    | Highmark Stadium        | @ Bills de Buffalo                 | P, 09 - 14       | 0 - 1             | 1 - 5            | Résumé / Stats. |
| 22 octobre                                    | MetLife Stadium         | Commanders de Washington           | G, 14 - 07       | 1 - 1             | 2 - 5            | Résumé / Stats. |
| 29 octobre                                    | MetLife Stadium         | Jets de New York                   | P, 10ET13        | 1 - 1             | 2 - 6            | Résumé / Stats. |
| 5 novembre                                    | Allegiant Stadium       | @ Raiders de Las Vegas             | P, 06 - 30       | 1 - 1             | 2 - 7            | Résumé / Stats. |
| 12 novembre                                   | AT&T Stadium            | @ Cowboys de Dallas                | P, 17 - 49       | 1 - 2             | 2 - 8            | Résumé / Stats. |
| 19 novembre                                   | FedEx Field             | @ Commanders de Washington         | G, 31 - 19       | 2 - 2             | 3 - 8            | Résumé / Stats. |
| 26 novembre                                   | MetLife Stadium         | Patriots de la Nouvelle-Angleterre | G, 10 - 07       | 2 - 2             | 4 - 8            | Résumé / Stats. |
| 3 décembre                                    | Semaine de repos        | Semaine de repos                   | Semaine de repos | Semaine de repos  | Semaine de repos |                 |
| 11 décembre                                   | MetLife Stadium         | Packers de Green Bay               | G, 24 - 22       | 2 - 2             | 5 - 8            | Résumé / Stats. |
| 17 décembre                                   | Caesars Superdome       | @ Saints de La Nouvelle-Orléans    | P, 06 - 24       | 2 - 2             | 5 - 8            | Résumé / Stats. |
| 25 décembre                                   | Lincoln Financial Field | @ Eagles de Philadelphie           | P, 25 - 33       | 2 - 3             | 5 - 9            | Résumé / Stats. |
| 31 décembre                                   | MetLife Stadium         | Rams de Los Angeles                | P, 25 - 26       | 2 - 3             | 5 - 10           | Résumé / Stats. |
| 6:7 janvier                                   | MetLife Stadium         | Eagles de Philadelphie             | G, 27 - 10       | 3 - 3             | 6 - 10           | Résumé / Stats. |
| Bilan de la saison : 6 victoires, 10 défaites |                         |                                    |                  |                   |                  |                 |

Notes :
- Les adversaires en matchs de division sont indiqués en gras dans le tableau.
- La date du dernier match sera finalisée après les résultats de la 17e semaine.

## Classement de la Division NFC East
| Équipes                  | G  | P  | N | PF/PA     | Div. (G-P) | Conf. (G-P) | Home (G-P) | Away (G-P) | Playoffs |
| ------------------------ | -- | -- | - | --------- | ---------- | ----------- | ---------- | ---------- | -------- |
| Cowboys de Dallas        | 12 | 5  | 0 | 509 - 315 | 5 - 1      | 9 - 3       | 8 - 0      | 4 - 5      | Oui      |
| Eagles de Philadelphie   | 11 | 6  | 0 | 433 - 428 | 4 - 2      | 7 - 5       | 6 - 2      | 5 - 4      | Oui      |
| Giants de New York       | 6  | 11 | 0 | 266 - 407 | 3 - 3      | 5 - 7       | 4 - 4      | 2 - 7      | -        |
| Commanders de Washington | 4  | 13 | 0 | 329 - 518 | 0 - 6      | 2 - 10      | 1 - 7      | 3 - 6      | -        |

## Classement de la NFC
| No                                          | Franchise                     | Division | V  | D  | N | V/D  | Div | Conf | Pt + | Pt - | Dif  | S  |
| ------------------------------------------- | ----------------------------- | -------- | -- | -- | - | ---- | --- | ---- | ---- | ---- | ---- | -- |
| Leader de division                          |                               |          |    |    |   |      |     |      |      |      |      |    |
| 1                                           | z – 49ers de San Francisco    | West     | 12 | 5  | 0 | 70,6 | 5–1 | 10–2 | 491  | 298  | +193 | 1D |
| 2                                           | y – Cowboys de Dallas         | East     | 12 | 5  | 0 | 70,6 | 5–1 | 9–3  | 509  | 315  | +194 | 2V |
| 3                                           | y – Lions de Détroit          | North    | 12 | 5  | 0 | 70,6 | 4–2 | 8–4  | 461  | 395  | +66  | 1V |
| 4                                           | y – Buccaneers de Tampa Bay   | South    | 9  | 8  | 0 | 52,9 | 4–2 | 7–5  | 348  | 325  | -23  | 1V |
| Wild Cards                                  |                               |          |    |    |   |      |     |      |      |      |      |    |
| 5                                           | Eagles de Philadelphie        | East     | 11 | 6  | 0 | 64,7 | 4–2 | 7–5  | 433  | 428  | +5   | 2D |
| 6                                           | Rams de Los Angeles           | West     | 10 | 7  | 0 | 58,8 | 5–1 | 8–4  | 404  | 377  | +27  | 4V |
| 7                                           | Packers de Green Bay          | North    | 9  | 8  | 0 | 52,9 | 4–2 | 7–5  | 383  | 350  | -33  | 3V |
| Non qualifiés pour les séries éliminatoires |                               |          |    |    |   |      |     |      |      |      |      |    |
| 8                                           | Seahawks de Seattle           | West     | 9  | 8  | 0 | 52,9 | 2–4 | 7–5  | 364  | 402  | -38  | 1V |
| 9                                           | Saints de La Nouvelle-Orléans | South    | 9  | 8  | 0 | 52,9 | 4–2 | 6–6  | 402  | 327  | +75  | 2V |
| 10                                          | Vikings du Minnesota          | North    | 7  | 10 | 0 | 41,2 | 2–4 | 6–6  | 344  | 362  | -18  | 4D |
| 11                                          | Bears de Chicago              | North    | 7  | 10 | 0 | 41,2 | 2–4 | 6–6  | 360  | 379  | -19  | 1D |
| 12                                          | Falcons d'Atlanta             | South    | 7  | 10 | 0 | 41,2 | 3–3 | 4–8  | 321  | 373  | -52  | 2D |
| 13                                          | Giants de New York            | East     | 6  | 11 | 0 | 35,2 | 3–3 | 5–7  | 266  | 407  | -141 | 1V |
| 14                                          | Commanders de Washington      | East     | 4  | 13 | 0 | 23,5 | 0–6 | 2–10 | 329  | 518  | -189 | 8D |
| 15                                          | Cardinals de l'Arizona        | West     | 4  | 13 | 0 | 23,5 | 0–6 | 3–9  | 330  | 455  | -125 | 1D |
| 16                                          | Panthers de la Caroline       | South    | 2  | 15 | 0 | 11,8 | 1–5 | 1–11 | 236  | 416  | -180 | 3D |